# James Thomas Brudenell
Pour les articles homonymes, voir Brudenell (homonymie) et Cardigan (homonymie).
James Thomas Brudenell, 7e comte de Cardigan, est un lieutenant-général de l'Empire britannique, né le 16 octobre 1797 à Hambleden et mort le 28 mars 1868 à Deene Park, dans le Northamptonshire. Il est connu pour avoir commandé la charge de la brigade légère lors de la bataille de Balaklava, pendant la guerre de Crimée.
Il se fait connaître au sein de l'armée et dans le domaine politique pour son arrogance et son extravagance qui font de lui un symbole de l'aristocratie de son temps. Sa carrière militaire est marquée par des épisodes d'incompétence notoire, tempérée néanmoins par sa générosité envers ses hommes et son authentique bravoure. En tant que membre de l'aristocratie terrienne, il s'oppose activement à toutes les réformes politiques menées en Grande-Bretagne, mais adopte dans la dernière année de sa vie une position plus modérée en reconnaissant que de tels progrès sociaux peuvent être profitables à l'ensemble de la société britannique.

## Biographie

### Jeunesse
James Brudenell naît dans le modeste manoir familial de Hambleden, petit village du Buckinghamshire. En février 1811, son père hérite de l'immense domaine du comté de Cardigan ainsi que des revenus qui lui sont associés ; s'y ajoute également le siège familial de Deene Park, dans le Northamptonshire. James, devenu à présent Lord Brudenell, s'y installe dans la plus grande des habitations, à l'âge de 14 ans.
Il est éduqué à Harrow School où il se montre doué dans l'apprentissage du latin et du grec, rassurant ainsi sa famille qui craignait que sa blessure à la tête survenue lors d'une chute de cheval n'ait endommagé ses capacités intellectuelles,. Le jeune James effectue un bon parcours scolaire, mais à la suite d'une bagarre avec un autre élève, son père décide de le retirer de l'école,. Éduqué chez lui par la suite au milieu de ses sept sœurs, il devient une sorte d'enfant gâté habitué à obtenir tout ce qu'il veut, ce qui est vue comme l'une des causes de son arrogance et de son caractère obstiné dans sa vie future.
Brudenell est également un cavalier accompli : inspiré par le rôle décisif joué par la cavalerie lors de la bataille de Waterloo, il a le projet d'acheter une commission dans un régiment distingué et d'y servir en qualité d'officier. Son père, toutefois, soucieux de préserver l'avenir de sa famille des dangers d'une bataille, l'en empêche et l'envoie à la place au collège de Christ Church, à Oxford. Aristocrate de naissance, il est admis d'office sans examen préalable. Il effectue là-bas un cursus de trois années — les plus mauvais élèves étant renvoyés après seulement deux ans —, mais malgré des prédispositions certaines pour l'apprentissage, il quitte l'école sans aucun diplôme,.

### Député au Parlement
En février 1818, au cours de sa dernière année à Oxford et toujours selon les vœux de son père, Brudenell devient député (Member of Parliament) pour la circonscription de Malborough, un « bourg pourri » appartenant à son cousin, le marquis d'Ailesbury. Ce dernier a en effet l'intention de favoriser l'entrée de Brudenell dans les affaires parlementaires afin qu'il le remplace par la suite à la Chambre des lords.
Pourtant, à sa sortie d'Oxford, le jeune Brudenell préfère délaisser ses fonctions politiques pour entreprendre le Grand Tour, voyage à travers l'Europe très prisé à l'époque par les jeunes gens de la haute société britannique. Passant notamment par la Russie et la Suède, contrées lointaines par rapport aux destinations traditionnelles vers la France et l'Italie, ce voyage inhabituellement étendu lui permet de profiter pleinement des cultures et des opportunités sociales offertes par les pays visités.

### Guerre de Crimée
Au cours de la bataille de Balaklava, le 25 octobre 1854, se produit la charge de cavalerie immortalisée dans un poème de Alfred Tennyson et adaptée plusieurs fois au cinéma : lord Cardigan, à la tête du 11th Hussars, conduit ses 673 cavaliers au combat à la suite d'une mauvaise interprétation des ordres. Vingt minutes plus tard, au terme d'un engagement aussi inutile que meurtrier, il laisse 113 morts et 247 blessés sur le terrain ! « C'est magnifique mais ce n'est pas la guerre », commente sobrement le général français Bosquet au vu de l'affrontement.
Il meurt de blessures causées par une chute de cheval le 28 mars 1868.
Lord Cardigan a laissé son nom à une pièce d'habillement : le cardigan.

## Distinctions
- Chevalier grand-croix de l'Ordre du Bain (KCB - 1855)[6]
- Commandeur de la Légion d'honneur (1855)[6]